# Venécia

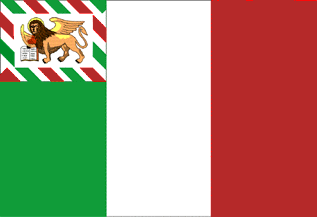
A bandeira do Governo Provvisorio di Venezia (23 de março de 1848 - 24 de agosto de 1849) era uma tricolor italiana, com o leão de São Marcos.

Venécia (em italiano: Venetia) é um nome utilizado especialmente em contextos históricos para se referir à área do nordeste da Itália que corresponde aproximadamente às regiões administrativas atuais do Vêneto e do Friul-Veneza Júlia.
A Venécia formou por muito tempo a parte continental da República de Veneza. Em 1797, a República terminou com a invasão napoleônica, e passou a fazer parte do Império Francês.
Após o Congresso de Viena, em 1815, a Venécia passou a fazer parte do Reino Lombardo-Vêneto, um reino que fazia parte do Império Austríaco. Em 1848, a Venécia se insurgiu contra o governo austríaco central, formando a República de São Marcos, que durou apenas 17 meses.
O território continuou sob controle austríaco até a Guerra Austro-Prussiana, em 1866, quando o Reino de Itália se juntou à guerra no ao lado da Prússia, com a promessa de receber a Venécia por sua ajuda contra a Áustria. Com o fim da guerra, o controle da região foi cedido à Itália em 20 de outubro daquele ano, e um referendo realizado nos dias seguintes ratificou a transmissão de poder.